# Derek Bok
Derek Curtis Bok (* 22. März 1930 in Bryn Mawr, Pennsylvania) ist ein US-amerikanischer Jurist, Pädagoge, Autor, Hochschullehrer. Zuvor war er bereits von 1971 bis 1991 Präsident der Harvard University und vom 1. Juli 2006 bis zum 30. Juni 2007 ihr Interimspräsident.
Bok studierte bis 1951 an der Stanford University (B.A.), bis 1954 an der Harvard Law School (LL.B.) und bis 1958 an der George Washington University (A.M.). Von 1958 bis 1971 war er Hochschullehrer der Harvard University, wo er von 1968 bis 1971 Dekan war und von 1971 bis 1991 Universitätspräsident. Am 1. Juli 2006 übernahm er dieses Amt erneut und war bis zum 30. Juni 2007 Interimspräsident der Harvard University. Seine Nachfolgerin ist Drew Gilpin Faust.
1969 wurde Bok in die American Academy of Arts and Sciences gewählt. Seit 1980 ist er gewähltes Mitglied der American Philosophical Society.
Boks Tochter, Hilary Bok, ist Professorin für Philosophie an der Johns Hopkins University. 

## Werke
- Labor and the American Community, 1970
- Beyond the Ivory Tower, 1984
- Higher Learning, 1986
- Universities and the Future of America, 1990
- The State of the Nation, 1997
- The Shape of the River, 1998 (mit William G. Bowen)
- The Trouble with Government, 2001
- Universities in the Marketplace, 2003
- Our Underachieving Colleges, 2005
- The Politics of Happiness: What Government Can Learn from the New Research on Well-Being, Princeton University Press, 2010